# Рики Нелсън
Ерик Хилард Нелсън (на английски: Eric Hilliard Nelson), по-известен само като Рики Нелсън (на английски: Ricky Nelson), е американски музикант, актьор и певец. Наричан е още Идолът на младежта и тийнейджър идол който в периода 1957 – 1962 има десетки песни и хитове в американските класации в стил рокабили, кънтри, рок и рокендрол. 

## Биография
Рики Нелсън е роден в Ню Джърси през 1940 г. и е вторият син на професионалните музиканти Ози Нелсън и Хариет Нелсън. Независимо от факта, че още в ранната си детска възраст страда от тежка астма, той израства под музикалното въздействие на своите родители. С нежния си кадифен глас, с красивата си външност и силно сценичното си присъствие, той става супер звезда от величината на Елвис Пресли.
Учи в „Gardner Street Public School“ а от 1954 г. до 1958 г. завършва в „Hollywood High School“. Рики Нелсън опознава и обиква музиката. Той става опитен изпълнител още преди да стане тийнейджърски идол. Това се дължи отчасти и до голяма степен на музикалния му произход и работата му с много известни режисьори като Джеймс Бъртън и Джо Озбърн.
На шестнадесетгодишна възраст Рики Нелсън иска да впечатли приятелката си, с която е от две години Диана Осбърн и е фен на Елвис Пресли, като ѝ казва, че и той също ще направи скоро първия си запис. С помощта на баща си Рики Нелсън сключва договор с „Verve Records“ – важна звукозаписна компания, които търсят млада и популярна личност, която може да пее или да бъде научена да пее.
На 26 март 1957 г. той записва песните на Фатс Домино „I'm Walkin'“ (издадена в края на април 1957 г.), както и „A Teenager's Romance“ и „You're My One and Only Love“. Песента „I'm Walkin“ достига № 4 в класацията за най-продавани хитове в Billboard, а „A Teenager's Romance“ достига до № 2. Тези успешни записи са началото на музикалната кариера на Рики Нелсън.

## Кариера
В началото на лятото на 1957 г. Ози Нелсън убеждава сина си Рики Нелсън да се оттегли от „Verve Records“, и след редица спорове певецът подписва доходоносен петгодишен договор с „Imperial Records“, които му дават одобрението си за избор на песните и други производствени детайли. Първият му сингъл в новата компания е „Be-Bop Baby“, генерирайки 750 000 авансови поръчки, продава се в над един милион копия и достига № 3 в класациите. Първият албум на Рики Нелсън е пуснат през октомври 1957 г. и той достига № 1 преди края на годината.
Рики Нелсън става все по-неудовлетворен с участията си на турнета в групи с предимно джаз и кънтри музиканти, които съвсем открито отричат рокендрола. След обиколките си през щатите Охайо и Минесота през лятото на 1957 година той решава да създаде своя собствена група с членове, близки до неговата възраст. 18-годишният китарист Джеймс Бъртън е първият привлечен от Рики Нелсън. Скоро след това към тях се присъединяват басистът Джеймс Къркланд, барабанистът Ричи Фрост и пианистът Джийн Гарф. Първият им запис заедно като група е песента „Believe What You Say“.
През същата 1957 година Рики Нелсън започва дълга и успешна кариера като популярен музикант и артист и като един от най-запомнящите се „тийнейджърски идоли“ от 50-те години на миналия век. Той постига успех с 53 песни в Billboard Hot 100 между 1957 г. и 1973 г., включително и с песента „Poor Little Foo“l, която е и правият номер 1 хит в списание Билборд класацията „Hot 100“. Рики Нелсън записва 19 допълнителни топ 10 хита в своята кариера.
През 1958 година 17-годишният Рики Нелсън записва новият си „хит Poor Little Fool“ който е издаден през юни същата година и достига номер 1 в класацията за единични издания на „Billboard Hot 100“. Сингълът се продава в рекордните над два милиона копия. През 1958 и 1959 г. Рики Нелсън поставя 12 хита в класациите в сравнение с единадесетте на Елвис Пресли. През лятото на 1958 г. певецът провежда първото си пълно мащабно турне, което повишава значително световната му известност, и през 1960 г. Международният фен клуб на Рики Нелсън наброява повече от 9000 членове по целия свят.
След тези успехи той получава и голяма роля в TV шоуто на баща си Ози Нелсън „The Adventures of Ozzie and Harriet“, където епизодите завършват с негов музикален етюд. Негови кавъри пеят Джони Холидей, Шейки Стивънс (който възражда стила му през 1980-те в Англия) и други. На 8 май 1961 г. на 21-годишния си рожден ден Рики Нелсън официално променя името си на Рик Нелсън.
През 1972 г. Рики Нелсън написва песента „Garden Party“ която достига номер 6 в „Billboard Hot 100“ и номер 1 в „Billboard Adult Contemporary chart“ и е сертифицирана като златен сингъл. По късно той се опитва да направи още един хит, но този път няма късмет с песни като „Rock and Roll Lady“. През 1974 г. „MCA Records“ се отказват от договора си с бившия идол на тийнейджърите. Дори издаденият албум като „Windfall“ не успява да повлияе на това крайно решение на звукозаписната компания. Рики Нелсън се превръща в лоша атракция след като започва да се появява само в незначителни роли на телевизионни предавания.
На 26 декември 1985 г. Рики Нелсън започва голямо турне-обиколка с групата „Comeback“ и Фатс Домино, на което той отново връща името си „Рики“. Той пее песните, с които е известен и от издадените албуми с най-големите си хитове. След представленията в Орландо, Флорида и Алабама те излитат за новогодишен концерт в Далас Тексас.
Голямото завръщане на музикалната сцена на идола на тийнейджърите бива прекъснато по времето на турнето поради самолетна катастрофа на връх Нова година в 17:14 часа на 31 декември 1985 г. Рики Нелсън умира едва 45-годишен в този нещастен инцидент, но остава като един от пионерите и стожерите на най-мелодичната американска поп и рок музика в периода 1957 – 1965 г., и най-вече с неминуемото си присъствие в световната музикална сцена.

## Филмови изяви
Рики Нелсън е първият тийнейджърски идол, който използва телевизията за популяризиране на музикални хитове. Баща му, Ози Нелсън дори е имал идеята да редактира кадри, за да създаде някои от първите музикални клипове. Това редактиране на рекламни послания може да се види във видео клиповете, създадени за песента „Travelin Man“.
Рики Нелсън се появява в телевизионното предаване „The Ed Sullivan Show“ през 1967 г., както и в други такива, тъй като по това време музикалната му кариерата е в застой. През 1973 г. играе роля в епизоди на телевизионните сериали „The Streets of San Francisco“ и „A Hand For Sonny Blue“.
В допълнение към кариерата си на филмов артист, Рики Нелсън се появява във филмите на Хауърд Хоукс „Rio Bravo“ (1959) с Джон Уейн и Дийн Мартин, в „The Wackiest Ship in the Army“ (1960) с Джак Лемън, в „Love and Kisses“ (1965) с Джак Кели, и в „The Over The Hill Gang“ (1969) заедно с Уолтър Бренан и Пат О Брайън.

### Избрана филмография
| година | филм      | оригинално заглавие | роля           | режисьор     |
| ------ | --------- | ------------------- | -------------- | ------------ |
| 1959   | Рио Браво | Rio Bravo           | Колорадо Райън | Хауърд Хоукс |

## Дискография

### албуми
| Година | Албум                           | Позиция | Позиция | Позиция |
| Година | Албум                           | GB      | USA     | CAN     |
| ------ | ------------------------------- | ------- | ------- | ------- |
| 1957   | Ricky                           | 1       | —       | —       |
| 1958   | Ricky Nelson                    | 7       | —       | —       |
| 1959   | Ricky Sings Again               | 14      | —       | —       |
| 1959   | Songs By Ricky                  | 22      | —       | —       |
| 1960   | More Songs By Ricky             | 18      | —       | —       |
| 1961   | Rick Is 21                      | 8       | —       | —       |
| 1961   | Album Seven By Rick             | 27      | —       | —       |
| 1962   | Best Sellers By Rick Nelson     | 112     | —       | —       |
| 1962   | It's Up to You                  | 128     | —       | —       |
| 1962   | Million Sellers                 | —       | —       | —       |
| 1962   | A Long Vacation                 | —       | —       | —       |
| 1963   | Rick Nelson Sings For You       | —       | —       | —       |
| 1963   | For Your Sweet Love             | 20      | —       | —       |
| 1964   | Rick Nelson Sings For You       | 14      | —       | —       |
| 1964   | The Very Thought of You         | —       | —       | —       |
| 1965   | Spotlight on Rick               | —       | —       | —       |
| 1965   | Best Always                     | —       | —       | —       |
| 1965   | Love and Kisses                 | —       | —       | —       |
| 1966   | Bright Lights and Country Music | —       | —       | —       |
| 1966   | On the Flip Side                | —       | —       | —       |
| 1967   | Another Side of Rick Nelson     | —       | —       | —       |
| 1967   | Country Fever                   | —       | —       | —       |
| 1968   | Perspective                     | —       | —       | —       |
| 1970   | In Concert at the Troubadour    | 54      | —       | 66      |
| 1970   | Rick Sings Nelson               | 196     | —       | —       |
| 1971   | Rudy The Fifth                  | 204     | —       | —       |
| 1972   | Garden Party                    | 32      | 26      | 39      |
| 1974   | Windfall                        | 190     | —       | 97      |
| 1977   | Intakes                         | —       | —       | —       |
| 1978   | Return to Vienna                | —       | —       | —       |
| 1981   | Playing to Win                  | 153     | —       | —       |
| 1985   | All My Best                     | —       | —       | —       |
| 1986   | The Memphis Sessions            | —       | 62      | —       |
| 1989   | Lonesome Town                   | —       | —       | —       |
| 2005   | Greatest Hits                   | 56      | —       | —       |
| 2007   | Ricky Rocks                     | —       | —       | —       |

### сингли
| Ricky Nelson | discography |
| ------------ | ----------- |

## Признание
- На 21 януари 1987 година Рики Нелсън бива въведен в Залата на славата на рокендрола
- През 1987 година Рики Нелсън бива въведен в „Rockabilly Hall of Fame“
- Рики Нелсън има звезда на Холивудската алея на славата на ул. „1515 Vine Street“.
- През 1987 година Рики Нелсън получава наградата „Грами“ за най-добър албум.
- През 1994 година е удостоен наградата „Златна палма“.
- През 2004 година списанието „Rolling Stone“ класира Рики Нелсън под номер 91 в списъка си със 100-те най-големи музиканти за всички времена.